# Margao
Margao es la segunda ciudad más poblada, y la capital comercial y cultural del estado indio de Goa. Es la sede administrativa de taluka Salcete y el distrito sur de Goa. Por carretera, Margao se encuentra a unos 33 kilómetros (21 millas) de la capital Panaji, y 27 kilómetros (17 millas) de Vasco da Gama.

## Etimología
Margao es la ortografía portuguesa con Madugão ser utilizado en konkani. Se le conoce como Madgaon en marathi. Se deriva del sánscrito que significa Maṭhagrām un pueblo con una Matha. La matemática más antigua de la India, las matemáticas Kavale estaba aquí, que fue destruido por el portugués. Kavele matemáticas Gaudapadacharya swamiji inspiró Shankaracharya viajar a norte y rejuvenecer el hinduismo.
En Ravanphond ahora un suburbio de Margao hay santuarios de Matsyendranath y Gorakhnath. La morada de medica- mentos Nath se llama Mata (Monasterio). Madagao se llamaba Mathagrama a causa de Vaishnavite Matemáticas perteneciente a Dvaita secta que fue fundada a finales del siglo XV y se desplazó a Partagali después del establecimiento de la potencia portuguesa

## Historia
Margao en los tiempos pre-portugués fue uno de los asentamientos importantes en Salcete y conocido como Mata Grama (el pueblo de Mathas) ya que era un templo de la ciudad con nueve Mathas en escuelas de los templos. Su sustitución en 1579 fue destruido por los invasores, junto con el seminario que se había construido junto a él. La iglesia actual fue construida en 1675.
El asentamiento inicial de Margao creció desde el sitio del antiguo templo Damodar. El templo original fue demolido y el tanque templo se llenó hasta ser reemplazados por los terrenos de la iglesia Espíritu ya la Santa Iglesia [cita requerida]. La deidad Damodar (una forma del dios Shiva) se realizó a través del río Zuari Agranashini a la Novas Conquistas en la que los gobernantes Sonda residían. [Cita requerida] Mientras que el lado occidental de la Iglesia Espíritu Santo desarrollado como un lugar de mercado, el establecimiento creció en el lado oriental, es decir, la región Borda, con la iglesia en su núcleo y extendieron hacia el exterior.
La plaza principal de la Iglesia del Espíritu Santo se define por un lado por la iglesia con su arquitectura barroca y la casa parroquial, y por otro lado por las mansiones opulentas de los católicos de élite, colocado en una fila. El edificio Associação das Communidades (Comunidades Association) y la escuela siendo las excepciones impares que se suman a su carácter y sentido de la escala. Tienen una altura máxima de dos plantas, y Balcões balcones y terrazas) varandas (frente a la plaza. Paralelamente a la plaza de la iglesia es la calle comercial (antiguo mercado). También hay una zona ajardinada junto a la iglesia llamada Plaza de la Alegría (alegría cuadrado). La fiesta de la iglesia se celebra antes de los monzones, es un momento en que muchos residentes hacen compras premonzónicas para abastecerse para una prolongada temporada de lluvias.
La importancia de margao como un área administrativa y comercial creció con el aumento de la dependencia de las poblaciones que la rodean; que conduce al centro administrativo con el ayuntamiento en su centro que se construye en el sur. El mercado comercial se ató a ella y fue por ello se llama Maud-gao o la ciudad comercial de Goa, y desde entonces la ciudad ha crecido hacia el este.
En 1961, Goa se incorporó a la Unión India, y Margao fue declarado como el centro administrativo del distrito del sur de Goa.